# Перитон (Тексас)
Перитон (енгл. Perryton) град је у америчкој савезној држави Тексас. По попису становништва из 2010. у њему је живело 8.802 становника.

## Демографија
Према попису становништва из 2010. у граду је живело 8.802 становника, што је 1.028 (13,2%) становника више него 2000. године.
| Група             | 2000.         | 2010.         |
| Белци             | 4.967 (63,9%) | 4.088 (46,4%) |
| Афроамериканци    | 12 (0,2%)     | 35 (0,4%)     |
| Азијати           | 31 (0,4%)     | 24 (0,3%)     |
| Хиспаноамериканци | 2.653 (34,1%) | 4.558 (51,8%) |
| Укупно            | 7.774         | 8.802         |